# Mancha (departamento)
Mancha é um departamento da França localizado na região Baixa-Normandia. Sua capital é a cidade de Saint-Lô.